# 山本村 (新潟県)
山本村（やまもとむら）は、かつて新潟県古志郡にあった村。

## 沿革
- 1889年（明治22年）4月1日 - 町村制施行に伴い古志郡浦瀬村、亀崎村、桂沢村、加津保沢村、水穴村、麻生田村、宮路村、乙吉村が合併し、山本村が発足。
- 1954年（昭和29年）11月1日 - 長岡市に編入され消滅。
- 1971年（昭和46年）3月1日 - 旧村域であった長岡市桂町の一部を見附市へ境界変更する。